# Miguel Ángel Barcasnegras
Miguel Ángel Barcasnegras (Ciudad de Panamá, 30 de diciembre de 1933 - Kissimmee, Florida; 28 de noviembre de 2021), también conocido como Meñique, fue un cantante y compositor de salsa panameño.

## Biografía

### Inicios: 1933-1968
Nació el 30 de diciembre de 1933 en la Ciudad de Panamá, siendo el octavo de los catorce hijos de una familia humilde. Sus padres fueron Azael Barcasnegras y Rosa Díaz Trejos. Desde muy joven trabajó limpiando zapatos, vendiendo periódicos, lavando coches y se destacó en el oficio de la sastrería.[cita requerida]
A la edad de quince años, un cuñado suyo lo escuchó cantar mientras se duchaba, e inmediatamente le propuso entrar como corista en una banda en la cual cantaba, La Sonora Panameña de Guillermo Cantillo. A los seis meses, por abandono del solista, ocuparía con dieciséis años, el puesto de éste. En esta época se gestó su apodo, "Meñique", con el que es reconocido a lo largo de su carrera, debido a su baja estatura y el cual se le atribuye al trompetista Chicho Cáceres de la Orquesta Penonomé. También, por influencia de un viejo humorista de la televisión cubana, nace su santo y seña salsero "Ataja! Si puedes, y si no puedes, apartate!".
En este período de su vida pasó por la Orquesta de Raúl Ortiz, la Universal de Mojica (con la que grabó su primera canción titulada "Colón"), y finalmente la primera orquesta panameña de la época, La Perfecta de Armando Boza.  Compaginó su escalada musical con sus estudios de sastrería en el "Institute of Arts and Design of Panama", oficio que le permitió continuar en el mundo de la música, cosiendo de día y cantando de noche.
En el año 1968, con motivo del Carnaval de Panamá, Kako Bastar buscaba un nuevo talento para cubrir la baja de su formación del solista panameño Camilo "Azuquita", y encontró en Meñique (que para entonces era vocalista del "Combo Continental" del maestro Reinaldo Alfú) la voz que deseaba.

### 1968-1980
De la mano de Kako y su Combo, desembarcó en Nueva York, capital de la salsa.  En el mismo año, graba "Sock it to me, Latino!" , producido por Al Santiago y participa en el que sería el álbum póstumo del mítico Arsenio Rodríguez "Arsenio dice" con canciones como " Mi corazón no tiene quien no llore"," Ven mi mora" y en los coros. En el año 1969, y tras oírlo cantar con la orquesta de Kako, el Rey del Timbal, Tito Puente llama a Meñique para que este sea su solista. Esta primera etapa duró solo alrededor de siete meses, por la dureza del ritmo de trabajo y los escasos recursos para desplazarse por Nueva York de Barcasnegras.
Inmediatamente el cantante Willie Rosario le ofreció la posibilidad de trabajar, grabando "El bravo de siempre". En este álbum destaca la composición del propio Meñique "La cuesta de la fama", su primer gran hit que aún se baila en las salsotecas de hoy en día. Su estancia con Willie fue de sólo seis meses, pues Puente quiso seguir trabajando con el y su relación fructifica con álbumes como "Pa´Lante!/Straight!" de 1970 y el mítico " Pa los rumberos" del 72, en el cual grabó su hit de hits "Niña y señora" , con el que viajó por el mundo entero.
A su vez en el mismo 1972 grabó bajo la dirección y los arreglos de Tito, y producido por Ralph Lew, su primer álbum solista "Meñique" con Cotique Records.  Ya en el 73 y con la colaboración de Santos Colón y la orquesta de Tito, grabó el álbum " Long live the king" como homenaje a T. Puente y despedida de la banda, en el compuso cinco temas destacando "Cantando a Cuba", un hit entre los cubanos que residían en Europa.
Meñique siempre ha dicho que junto a Tito aprendió disciplina, profesionalidad y ganó una experiencia y popularidad que le acompañaron durante toda su carrera. Antes de acabar el año grabó con el artista cubano Alfredito Valdés Jr. y su Charanga Sensación tres temas.
1974 empezó con su segunda grabación con Cotique " Soy hijo de Chango" , en el que compuso todas sus canciones , destacando el hit " La Habana Vieja".
El Rey de las blancas y las negras Charlie Palmieri , que coincidió con Meñique en la grabación de " Pa´Lante!" lo llamó para su orquesta , coincidiendo con la grabación de "Tico Alegre All Stars Recorded Live At Carnegie Hall , Vol.1"en el que las estrellas de la época como La Lupe , el propio Tito Puente , Joe Cuba, etc. crearon uno de los mejores discos de salsa de la historia.
1975 también fue un año fructífero, ya que  grabó "Meñique presenta Tropical de Chicago" y, junto a Charlie Palmieri "Impulsos" aunque en esta grabación se limitó a los coros. En los posteriores discos con Charlie Palmieri "Con Salsa y Sabor", Charlie fue el artista invitado por Meñique para esa producción del 1977 y cuyo tema homónimo es un éxito en el género; y "The Heavyweight" de 1978, Meñique no sólo fue el solista, sino que además compuso varios temas.

### 1980-1996
En esta etapa de su carrera Meñique combinó su faceta de cantante, creando diferentes orquestas, como corista. Participó en las grabaciones de artistas como Héctor Lavoe, Tito Rodríguez, Celia Cruz, Vitín Avilés, La Lupe, Ray Barretto, entre otros. Grabó en Puerto Rico con Nicolás Vivas y su Conjunto Chaney, en los LP "Noche caliente, Vol. 2 y 3" y grabó su disco "Meñique en blanco y negro" (1983). También grabó en Panamá con el destacado Combo Bush y sus magníficos.
Vivió en Puerto Rico junto a su amigo Charlie Palmieri y regresó a New York en las Navidades del 83 junto a Papo Colón. Ya avanzado el año 93 cantó y grabó con el cubano Carlos Barbería y su Cuba Havana Orquesta y más tarde con los Pleneros de la 21. Después de muchos proyectos y de deleitar a varias generaciones de salseros, en 1994 su esposa Titi padeció cáncer y Meñique permaneció a su lado en Orlando, Florida, hasta su fallecimiento en 2001. Aunque nunca dejó de colaborar en festivales y actuar en clubs, su actividad decreció notablemente.

### 2001-2008
Tras la muerte de su esposa y, por cumplir con sus contratos, viajó a Países Bajos y Francia, actuando en la localidad de Dax en el Festival Toros y Salsa. En el año 2004 regresó a Panamá para grabar "Sonero añejo, 55 años de trayectoria" y ya junto a su nuevo amor, Esperanza Gómez "Eppie", su última esposa, y residiendo en Orlando, en el 2008 grabó " Salsa y bembé".

## Muerte
Barcasnegras falleció el 28 de noviembre del 2021 a los ochenta y siete años de edad en el Osceola Regional Medical Center de Kissimmee, Florida, tras complicaciones de un accidente cerebrovascular ocurrido poco tiempo después de haberse recuperado del COVID-19. Le sobreviven su esposa y sus dieciocho hijos.